# Forró Ágnes
Forró Ágnes (Kolozsvár, 1956. október 10. –) romániai magyar keramikus, grafikusművész, művészetterapeuta, Forró Antal leánya.

## Életpályája
A kolozsvári Ion Andreescu Képzőművészeti Főiskola kerámia szakán szerzett diplomát 1986-ban. Gyermeklapoknak illusztrál, fest, rajzol, raku kerámiákat készít. 2003 tavaszán a kolozsborsai elmegyógyintézetben a német-román érdekeltségű BECLEAN E.V. alapítvány segítségével mint művész, elindította a művészetterápiás műhelyt. 2009-2010 művészetterápiás képzésekben vett részt Budapesten, dr. Vass Zoltán osztályán.

## Kiállítások

### Egyéni
- 1996 • Gy. Szabó Béla Galéria, Kolozsvár
- 1998 • Városi Képtár, Kovászna
- 1999 • Forró Antallal, Városi Múzeum, Kézdivásárhely
- 2000 • Reményik Sándor Galéria, Kolozsvár
- 2002 • Gy. Szabó Béla Galéria, Kolozsvár • TourInfo Galéria, Székelyudvarhely
- 2006 • Gy. Szabó Béla Galéria, Kolozsvár
- 2007 • Teleki Magyar Ház, Nagybánya
- 2008 • Korunk Galéria, Kolozsvár
- 2009 • Barabás Miklós Céh székháza, Kolozsvár
- 2010 • Kozma Rozáliával Gy. Szabó Béla Galéria, Kolozsvár
- 2011 • Kozma Rozáliával Reményik Sándor Galéria, Kolozsvár.

### Válogatott csoportos kiállítások
- 1992 • Téli Szalon, Kolozsvár
- 1994 • Kőrösi Csoma Sándor emlékkiállítás, Kovászna
- 1996 • Téli Szalon, Kolozsvár
- 1999 • Barabás Miklós Céh Országos Kiállítása, Kolozsvár • Millennium Kiállítás, Budapest • II. Nemzetközi Kisgrafikai Biennálé, Művészeti Múzeum, Kolozsvár
- 2001 • II. Nemzetközi Kisgrafikai Biennálé, Művészeti Múzeum, Kolozsvár
- 2003 • Együttélés, Művészeti Múzeum, Nagybánya • Nemzetközi Kerámia Stúdió, Kecskemét
- 2004 • Man and Fish,Városi könyvtár, Rijeka • Téli Szalon, Kolozsvár
- 2005 • Tíz éves a zsoboki alkotótábor, Művészeti Múzeum, Kolozsvár
- 2005 • Nemzetközi Kerámia Stúdió, Kecskemét • Az út, Csoma Galéria, Kovászna
- 2007 • Jelek, Kovászna
- 2008 • Megyei Tárlat, Művészeti Múzeum, Kolozsvár • Illusztrációk a Napsugárból, Gy. Szabó Béla Galéria, Kolozsvár
- 2009 • Kolozsvári művészek, Művelődési Ház, Hajdúszoboszló • Szakrális terek, EMME Galéria, Kolozsvár • In memoriam Tóth Ferenc, Művelődési Ház, Kézdivásárhely • II. Pannon Művésztelep, Keszthely •Barabás Miklós Céh 80 éves jubileumi tárlata, Gyárfás Jenő Képtár, Sepsiszentgyörgy
- 2010 • Kőrösi Csoma Sándor kiállítás, Kovászna.

## Tagság
- Képzőművészek Országos Szövetsége
- Barabás Miklós Céh
- Magyar Relaxációs és Szimbólumterápiás Egyesület

## Díjak, kitüntetések
- 2011, 2009, 2005, 2003 – NKA-ösztöndíjak, Nemzetközi Kerámia Stúdió, Kecskemét
- 2007-2008 – Socrates és Grundtvig ösztöndíjak, Bukarest, Párizs
- 2004 – Szerencsepatkó Rend, Szárhegy
- 2014 – Székely Bertalan-díj
- 2024 – Szolnay Sándor-díj